# Никольское (Степуринское сельское поселение, у деревни Чурилово)
Никольское — опустевшая деревня в Старицком районе Тверской области. Входит в состав Степуринского сельского поселения.

## География
Находится в южной части Тверской области на расстоянии приблизительно 14 км на восток-юго-восток по прямой от административного центра поселения деревни Степурино.

## История
Деревня была отмечена ещё на карте Менде (состояние местности на 1848 год). В 1859 году здесь (деревня Старицкого уезда) было учтено 8 дворов, в 1941 году — 57.

## Население
Численность населения: 64 человека (1859 год), 0 как в 2002 году, так и в 2010.